# Protographium epidaus
Espèce
Protographium epidaus ou Eurytides epidaus est un insecte lépidoptère de la famille des Papilionidae, de la sous-famille des Papilioninae et du genre Protographium.

## Dénomination
Il a été décrit  par Henry Doubleday en 1846 sous le nom initial de Papilio epidaus.
Synonymes : Eurytides epidaus .

### Sous-espèces
- Protographium epidaus epidaus
- Protographium epidaus fenochionis (Salvin & Godman, 1868)
- Protographium epidaus tepicus (Rothschild & Jordan, 1906)

### Noms vernaculaires
Protographium  epidaus se nomme Guatemalan Kite Swallowtail en anglais.

## Description
Protographium  epidaus est un grand papillon de blanc aux ailes antérieures à bord externe concave et ailes postérieures à bord externe festonné porteuses chacune d'une fine et très longue queue. Les ailes antérieures sont ornées de discrètes lignes marron, marginale et partant du bord costal. Les ailes postérieures sont ornées des mêmes discrètes lignes marron dont une parcourt la fine queue et d'un point rouge anal.

## Biologie

### Plantes hôes
La plantes hôte de sa chenille est Annona reticulata.

## Écologie et distribution
Protographium epidaus réside dans le sud du Mexique, au Guatemala, à Belize, au Salvador, au Honduras, au Nicaragua, au Costa Rica.

### Biotope
Protographium  epidaus réside jusqu'à 1 700 m.

### Protection
Pas de statut de protection particulier.